# Jarkko Ala-Huikku
Jarkko Ala-Huikku (Seinäjoki, 31 de enero de 1980) es un deportista finlandés que compitió en lucha grecorromana. Ganó dos medallas en el Campeonato Europeo de Lucha, oro en 2008 y bronce en 2007.

## Palmarés internacional
| Campeonato Europeo | Campeonato Europeo  | Campeonato Europeo | Campeonato Europeo |
| Año                | Lugar               | Medalla            | Categoría          |
| ------------------ | ------------------- | ------------------ | ------------------ |
| 2007               | Sofía (Bulgaria)    | Medalla de bronce  | 60 kg              |
| 2008               | Tampere (Finlandia) | Medalla de oro     | 60 kg              |